# Komsomolskij (Kałmucja)
Komsomolskij (ros. Комсомольский) – osiedle w Rosji, w Kałmucji, ośrodek administracyjny rejonu czernoziemielskiego. W 2010 liczyło 4525 mieszkańców.